# Bep Vriend
Bep Vriend (Andijk, 1946) is een Nederlandse bridgespeelster.

## Vrouwenparen

#### Europees kampioen
Bep Vriend maakt in 1974  haar internationale debuut en verovert in 1979 brons bij het EK vrouwen landenteams in Lausanne. Ze was Europees kampioen vrouwenpaar in  en 1993, 2007 en 2011.

#### Wereldkampioen
Bep Vriend veroverde haar eerste wereldtitel met Carla Arnolds in 1994 bij het WK in Albuquerque. 

#### Parenkampioenschap
Bep Vriend en Carla Arnolds spelen regelmatig parenwedstrijden met Meike Wortel en Marion Michielsen.
Bep Vriend won drie keer de Meesterklasse Paren.

Vanaf 1987 speelt Bep Vriend toernooien met dezelfde partner, Carla Arnolds. Zij hebben onder andere gewonnen:
| Jaar | Evenement                                                                                                 | Plaats      |
| ---- | --- | ----------- |
| 1980 | 28ste Europees kampioenschap (dames paren)                                                                |             |
| 1993 | 41ste Europees kampioenschap (dames paren)                                                                | Menton      |
| 1994 | 9de Wereldkampioenschap (dames paren)                                                                     | Albuquerque |
| 2000 | Venice Cup                                                                                                |             |
| 2007 | 3de Europees Open Bridge kampioenschap (dames paren) 3de Europees Open Bridge kampioenschap (dames teams) | Antalya     |

#### Venice Cup
De Venice Cup wordt sinds 1974 gespeeld. In 2000 wint ze dit wereldkampioenschap vrouwelijke landenteams. In haar team zitten ook Marijke van der Pas, Jet Pasman, Anneke Simons, Martine Verbeek en Wietske van Zwol.
Het resultaat in andere jaren was: in 1989 2de, in 2003 3de, in 2005 3de.

#### Gemengde paren
Ze is getrouwd met de Nederlandse bridge-international Anton Maas. In Menton worden ze kampioen in 2003.

In 1995 werd Bep Vriend benoemd tot erelid van de Nederlandse Bridge Bond.
In 1998 kreeg Bep Vriend een koninklijke onderscheiding.